# Partenogènesi
La partenogènesi (del grec παρθένος parthénos = 'verge' + γένεσις génessis = 'origen') en sentit estricte és una varietat de la reproducció asexual que consisteix en la generació d'un nou individu a partir d'un òvul sense fecundar, és a dir, en el desenvolupament d’un gàmeta per si mateix fins a arribar a formar un individu adult. Va ser descoberta per Charles Bonnet al segle xviii. Generalment, el gàmeta és el femení, però hi ha espècies sobretot a les algues i els fongs on el fenomen partenogenètic es dóna també en els gàmetes masculins.
L'òvul se segmenta sense fecundar. Això és produït per diversos factors ambientals (com ara l'arribada d'una determinada estació de l'any en què el nou ésser pugui desenvolupar-se en bones condicions). Hi ha algunes espècies de peixos d'aigua dolça que necessiten el contacte amb la cèl·lula masculina perquè comenci la fecundació (gitonogàmia). Tot i això, els gens del gàmeta masculí no seran heretats pel nou individu. És freqüent entre alguns insectes, com ara les abelles, les vespes i les formigues.

## Tipus
Entre els animals hi ha tres modalitats de partenogènesi, segons la dotació cromosòmica de l'òvul:
- Haploide (n) o arrenotòcia: els òvuls sense fecundar (n) sempre generen mascles i els fecundats (2n), femelles. Es dona en abelles i en altres himenòpters, en alguns coleòpters i en zigentoms, i sempre és facultativa. El control del sexe de la descendència és un procés clau en l'evolució de les estructures colonials en insectes socials. Sí que hi ha meiosi, cosa que implica que la descendència tindrà la meitat de material genètic que el seu progenitor, per tant, aquesta és genèticament diferent (mitjos clons). No obstant això a vegades es pot produir una recuperació de la dotació a través, per exemple, de la duplicació.[5]

- Diploide (2n) o telitròcia: els òvuls sense fecundar (2n) sempre donen lloc a femelles amb la mateixa càrrega genètica que la progenitora (clons). Es considera reproducció asexual, ja que no es produeix meiosi, per tant, tampoc recombinació genètica. Es generen clons del progenitor (femelles). Es dona en pugons (hemípters), panderoles, cotxinilles (hemípters) i en alguns escarabats curculiònids, i sol ser obligada. Aquest tipus de partenogènesi té la potencialitat de generar una gran quantitat de descendència en poc temps en detriment de la variabilitat genètica. En els pugons, les generacions partenogenètiques alternades amb les anfigòniques permeten explosions demogràfiques en moments puntuals.[6]
- Deuterotòcia, si es produeixen individus de qualsevol sexe.

Les dues últimes modalitats es distingeixen pel fet de presentar una partenogènesi cíclica, és a dir, una alternança més o menys regular de generacions produïdes per reproducció sexual normal i de generacions partenogenètiques.